# Olga Bisera
Olga Bisera, pseudonyme de Bisera Vukotić (en cyrillique serbe : Бисера Вукотић), née à Mostar le 26 mai 1944, est une actrice et journaliste italo-yougoslave. 

## Biographie
Née Bisera Vukotić, elle a principalement participé au cinéma italien en interprétant des films de Série B et quelques films d'auteurs entre 1967 et 1982. Elle a joué une James Bond girl dans L'Espion qui m'aimait. Dans les années 1970 elle pose comme modèle pour Playmen et d'autres journaux européens pour adultes. Elle se retire des scènes dans les années 1980.
Elle se lance dans le journalisme. Elle décrit de grands personnages de la politique internationale (entre autres, Mohamed Ali, Mouammar Kadhafi, Hussein de Jordanie, Bettino Craxi, James Mancham) dans son livre (Ho sedotto il potere) de 2009,.
Elle a été la compagne de Luciano Martino, qu'elle a accompagné au Kenya. Elle gère désormais le prix instauré en mémoire de son compagnon défunt.

## Filmographie

### Comme actrice
- 1965 : Akcija inspektora Rukavine, téléfilm de Jovan Konjovic (créditée sous son vrai nom, Bisera Vukotić)
- 1967 : Deca vojvode Smita, de Vladimir Pavlovich (créditée sous son vrai nom, Bisera Vukotić)
- 1967 : Reginin sat, téléfilm de Dejan Corkovic (créditée sous son vrai nom, Bisera Vukotić)
- 1969 : Un château en enfer (Castle Keep), de Sydney Pollack (créditée sous le nom de Bisera) : la femme du boulanger
- 1972 : Une corde à l'aube, de Gianni Crea non créditée
- 1972 : Beati i ricchi, de Salvatore Samperi : la femme du maire
- 1972 : Elles sont dingues, ces nénettes (L'uccello migratore), de Steno (non créditée) : la maîtresse du député Pomeraro
- 1973 : Encore une fois avant de se quitter (Ancora una volta prima di lasciarci), de Giuliano Biagetti : Marta
- 1973 : Super Fly T.N.T., de Ron O'Neal : Lisa
- 1973 : La Vie sexuelle dans les prisons de femmes (Diario segreto da un carcere femminile), de Rino Di Silvestro : Dietra, gardienne en chef
- 1974 : Amour libre (Amore libero - Free Love), de Pier Ludovico Pavoni : Katia
- 1976 : Un sussurro nel buio, de Marcello Aliprandi : Françoise
- 1976 : Culastrisce nobile veneziano, de Flavio Mogherini : la cabarettiste
- 1977 : Lâche-moi les jarretelles, de Luciano Martino : Enrica
- 1977 : Voyeur pervers (L'occhio dietro la parete) de Giuliano Petrelli : Olga
- 1977 : L'Espion qui m'aimait (The Spy Who Loved Me), de Lewis Gilbert : Felicca
- 1978 : Safari Rally (6000 km di paura), de Bitto Albertini : Sandra Stark
- 1980 : Christa, folle de son sexe, de Michel Berkowitch (créditée sous le pseudo d'Olga Bis)
- 1982 : La sconosciuta, mini-série télévisée de Daniele D'Anza, 2 épisodes : Helen

### Comme productrice
- 2009 : Il cacciatore di uomini, téléfilm de Michele Massimo Tarantini